# Lovin’ you
Lovin’ you – jedenasty singel południowokoreańskiego zespołu TVXQ, wydany w Japonii 13 czerwca 2007 roku przez Rhythm Zone. Został wydany w dwóch edycjach: limitowanej CD+DVD oraz regularnej CD. Osiągnął 2 pozycję w rankingu Oricon i pozostał na liście przez 12 tygodni, sprzedał się w nakładzie 49 495 egzemplarzy w Japonii i 10 714 w Korei Południowej.
Piosenka tytułowa została użyta jako ending TV dramy niji-ciao! (jap. 2時っチャオ!).

## Lista utworów

### CD
| CD | CD                                     | CD     | CD              | CD                  | CD      |
| Nr | Tytuł utworu                           | Tekst  | Kompozycja      | Aranżacja           | Długość |
| -- | -------------------------------------- | ------ | --------------- | ------------------- | ------- |
| 1. | „Lovin’ you”                           | H.U.B. | Mikio Sakai     | Mikio Sakai         | 5:51    |
| 2. | „Gosenshi” (jap. 五線紙)               | H.U.B. | velvetronica    | AKIRA               | 4:59    |
| 3. | „Yakusoku” (jap. 約束) (extra NSB mix) | H.U.B. | Kentarō Fukushi | Shinjirō Inoue, SJR | 5:18    |
| 4. | „Lovin’ you” (Less Vocal)              |        | Mikio Sakai     | Mikio Sakai         | 5:51    |
| 5. | „Gosenshi” (jap. 五線紙) (Less Vocal)  |        | velvetronica    | AKIRA               | 4:59    |

### CD+DVD
| CD | CD                                    | CD     | CD           | CD          | CD      |
| Nr | Tytuł utworu                          | Tekst  | Kompozycja   | Aranżacja   | Długość |
| -- | ------------------------------------- | ------ | ------------ | ----------- | ------- |
| 1. | „Lovin’ you”                          | H.U.B. | Mikio Sakai  | Mikio Sakai | 5:51    |
| 2. | „Gosenshi” (jap. 五線紙)              | H.U.B. | velvetronica | AKIRA       | 4:59    |
| 3. | „Lovin’ you” (Less Vocal)             |        | Mikio Sakai  | Mikio Sakai | 5:51    |
| 4. | „Gosenshi” (jap. 五線紙) (Less Vocal) |        | velvetronica | AKIRA       | 4:59    |

| DVD | DVD                       | DVD     |
| Nr  | Tytuł utworu              | Długość |
| --- | ------------------------- | ------- |
| 1.  | „Lovin’ you” (Video Clip) |         |
| 2.  | „Off Shot Movie”          |         |